# Sinnuris
Sinnuris (arabisch سنورس, DMG Sinnūris) ist eine Stadt in Unterägypten im Gouvernment al-Fayyum mit ca. 126.000 Einwohnern.

## Bevölkerungsentwicklung
| Zensusjahr | Einwohnerzahl |
| ---------- | ------------- |
| 1996       | 68.442        |
| 2006       | 82.148        |
| 2017       | 125.905       |